# Ludwig Schongauer
Ludwig Schongauer (ur. ok. 1440/1450 w Colmar, zm. 1494) – niemiecki malarz i miedziorytnik; młodszy brat Martina Schongauera.

## Życie i praca
Jego ojcem był Caspard Schongauer, złotnik. Nauki pobierał u Caspara Isenmanna. Do 1491 roku mieszkał w Ulm, gdzie w 1479 roku otrzymał obywatelstwo. W 1486 roku uzyskał prawo obywatelskie Augsburga, skąd pochodziła rodzina Schongauerów. W 1491 roku, po śmierci brata przeprowadził się do Colmaru. W 1493 roku uzyskał obywatelstwo tego miasta. Prócz Martina miał jeszcze dwóch braci, Georga i Paula, którzy byli złotnikami.
W Ulm prawdopodobnie wykonał kilka prac dla tego miasta. Także w Ulm, dla Johanna Zainera, wykonał drzeworyty do pierwszego niemieckojęzycznego wydania dzieła Boccaccia De claris mulieribus (1473) i Ezopa. Prace te wyróżniały się zastosowaniem światłocienia, przestrzennością i plastycznością stylu. Zachowały się cztery miedzioryty z jego sygnaturą „L.S.” dzięki czemu przypisuje mu się kilka dzieł malarskich.